# Kozármisleny SE
Kozármisleny SE is een Hongaarse voetbalclub uit het dorp Kozármisleny , te situeren in het zuiden van Hongarije in de nabijheid van de stad Pécs. Kozármiselny SE komt uit in de tweede klasse van Hongarije, de Nemzeti Bajnokság II.

## Geschiedenis
De club werd opgericht in 1989. De voorbije jaren heeft de club met name gespeeld op het derde niveau. Echter werd in het seizoen 2021-2022 promotie bemachtigd door de competitie als kampioen af te sluiten. Dit gebeurde met 11 punten voorsprong op de nummer twee. Ook waren de twee meeste doelpuntenmakers afkomstig van deze club (met respectievelijk 23 en 21 doelpunten).

### Stadion
De wedstrijden worden gespeeld in het Alkotmány tér stadion dat plaats biedt aan maximaal 1500 toeschouwers. Dit maximum werd tot op heden enkele keren bereikt en voor het eerst op 14 maart 2009 tegen rivaal Pécsi Mecsek FC. De wedstrijd werd verloren met 0-2.

## Resultaten competitie
| Seizoen   | Eindklassering | Klasse             |
| --------- | -------------- | ------------------ |
| 2023-2024 | 5e             | NB II              |
| 2022-2023 | 16e            | NB II              |
| 2021-2022 | 1e             | NB III (promotie)  |
| 2020-2021 | 7e             | NB III             |
| 2019-2020 | 6e             | NB III             |
| 2018-2019 | 10e            | NB III             |
| 2017-2018 | 11e            | NB III             |
| 2016-2017 | 18e            | NB II (degradatie) |
| 2015-2016 | 1e             | NBIII (promotie)   |
| 2014-2015 | 2e             | NB III             |
| 2013-2014 | 15e            | NB II (degradatie) |
| 2012-2013 | 2e             | NB II              |
| 2011-2012 | 2e             | NB II              |
| 2010-2011 | 8e             | NB II              |
| 2009-2010 | 6e             | NB II              |
| 2008-2009 | 8e             | NB II              |
| 2007-2008 | 7e             | NB II              |
| 2006-2007 | 1e             | NB III (promotie)  |
| 2005-2006 | 7e             | NB III             |
| 2004-2005 | 4e             | NB III             |
| 2003-2004 | 10e            | NB III             |
| 2002-2003 | 6e             | NB III             |
| 2001-2002 | 1e             | NBIV (promotie)    |
| 2000-2001 | 3e             | NBIV               |
| 1999-2000 | 4e             | NBIV               |
| 1998-1999 | 3e             | NBIV               |

## Samenwerkingsverband FC Twente
Vanaf eind 2009 waren Kozármisleny SE en FC Twente een samenwerkingsverband met elkaar aangegaan met als doel het uitwisselen van kennis en de doorstroming van Hongaarse toptalenten naar Nederland.
Cees Lok, technisch manager bij FC Twente, was verantwoordelijk voor de totstandkoming van deze samenwerking. Voor de invulling op voetballend gebied was hoofd-opleidingen van FC Twente Michel Janssen verantwoordelijk.
In Hongarije breekt talent zeer moeilijk door. Het plan was om talenten te belonen door middel van een stage bij FC Twente.
Ajka ·
Békécsaba ·
Budafoki ·
BVSC ·
Csákvár ·
Gyirmót ·
Honvéd ·
Kazincbarcika ·
Kisvárda ·
Kozármisleny SE ·
Mezőkövesd-Zsóry ·
Soroksár ·
Szeged ·
Szentlőrinci ·
Tatabánya ·
Vasas